# Box Canyon
Box Canyon è un census-designated place (CDP) degli Stati Uniti d'America della contea di Val Verde nello Stato del Texas. La popolazione era di 34 abitanti al censimento del 2010. È stato creato per distacco dal CDP di Box Canyon-Amistad.

## Geografia fisica
Box Canyon è situata a 29°32′00″N 101°09′30″W (29.5335, -101.1586).
Secondo lo United States Census Bureau, il CDP ha una superficie totale di 3,75 km², dei quali 3,75 km² di territorio e 0 km² di acque interne (0% del totale).

## Società

### Evoluzione demografica
Secondo il censimento del 2010, la popolazione era di 34 abitanti.

### Etnie e minoranze straniere
Secondo il censimento del 2010, la composizione etnica del CDP era formata dal 100% di bianchi, lo 0% di afroamericani, lo 0% di nativi americani, lo 0% di asiatici, lo 0% di oceanici, lo 0% di altre razze, e lo 0% di due o più etnie. Ispanici o latinos di qualunque razza erano il 44,12% della popolazione.